# 心叶棱子芹
心叶棱子芹（学名：Pleurospermum rivulorum）是伞形科棱子芹属的植物。分布在中国大陆的云南等地，生长于海拔3,500米至4,000米的地区，多生于山坡草地和溪边阴湿处，目前尚未由人工引种栽培。

## 别名
蛇头羌活（丽江）